# Asthena straminearia
Asthena straminearia es una especie de polilla de la familia Geometridae. La especie fue descrita por primera vez por John Henry Leech en 1897, con distribución a nivel del monte Hua en China occidental.

## Descripción
Tiene cierto parecido con A. defectata, pero el palpo es menos marcado, el color de fondo es un amarillo más pálidouy todas las marcas en las alas son más débiles. Su similitud con A. defectata hace creer que quizás sea simplemente una variante, qe es más débilmente marcada en el continente que en Japón.